# 961 Gunnie
Gunnie (asteroide 961) é um asteroide da cintura principal com um diâmetro de 37,82 quilómetros, a 2,4415626 UA. Possui uma excentricidade de 0,0933168 e um período orbital de 1 614,04 dias (4,42 anos).
Gunnie tem uma velocidade orbital média de 18,15041674 km/s e uma inclinação de 10,98352º.
Esse asteroide foi descoberto em 10 de Outubro de 1921 por Karl Reinmuth.